# Torneo NSFL Tackle Élite 2011
Il Torneo NSFL Tackle Élite 2011 è stato la 7ª edizione del campionato di football americano di prima squadra, organizzato dalla NSFL.

## Squadre partecipanti
| Club                     | Città             | Stadio              | Sponsor ufficiale | Risultato nella stagione 2010                     |
| ------------------------ | ----------------- | ------------------- | ----------------- | ------------------------------------------------- |
| Black Panthers de Thonon | Thonon-les-Bains  | Stade Joseph-Moynat |                   |                                                   |
| Geneva Seahawks          | Ginevra           |                     |                   | Vicecampioni NSFL Tackle Élite                    |
| Geneva Whoppers          | Plan-les-Ouates   |                     |                   |                                                   |
| La Côte Centurions       | Gland             |                     |                   | Quarto posto NSFL Tackle Élite                    |
| Lausanne LUCAF Owls      | Losanna           |                     |                   | Terzo posto NSFL Tackle Élite                     |
| Monthey Rhinos           | Monthey           |                     |                   | Settimo posto stagione regolare NSFL Tackle Élite |
| Morges Bandits           | Morges            |                     |                   | Ottavo posto stagione regolare NSFL Tackle Élite  |
| Riviera Saints           | Vevey             |                     |                   | Campioni NSFL Tackle Élite                        |
| Yverdon Ducs             | Yverdon-les-Bains |                     |                   | Sesto posto stagione regolare NSFL Tackle Élite   |

## Stagione regolare

### Calendario

#### 1ª giornata
| Vessy 28 agosto 2011, ore 11:00 CEST | Morges Bandits | 14 – 38 | Riviera Saints |  |

| Plan-les-Ouates 28 agosto 2011, ore 11:00 CEST | Yverdon Ducs | 6 – 0 | Monthey Rhinos |  |

| Vessy 28 agosto 2011, ore 14:00 CEST | Geneva Seahawks | 23 – 2 | La Côte Centurions |  |

| Plan-les-Ouates 28 agosto 2011, ore 14:00 CEST | Geneva Whoppers | 6 – 20 | Lausanne LUCAF Owls |  |

#### 2ª giornata
| Thonon-les-Bains 4 settembre 2011, ore 11:00 CEST | Black Panthers de Thonon | 0 – 22 | Monthey Rhinos | Stade Joseph-Moynat |

| Losanna 4 settembre 2011, ore 11:00 CEST | Lausanne LUCAF Owls | 6 – 0 | La Côte Centurions |  |

| Thonon-les-Bains 4 settembre 2011, ore 14:00 CEST | Riviera Saints | 13 – 12 | Yverdon Ducs | Stade Joseph-Moynat |

| Losanna 4 settembre 2011, ore 14:00 CEST | Geneva Seahawks | 33 – 0 | Geneva Whoppers |  |

#### 3ª giornata
| Vessy 11 settembre 2011, ore 11:00 CEST | La Côte Centurions | 3 – 10 | Riviera Saints |  |

| Yverdon-les-Bains 11 settembre 2011, ore 11:00 CEST | Yverdon Ducs | 10 – 7 | Geneva Whoppers |  |

| Vessy 11 settembre 2011, ore 14:00 CEST | Lausanne LUCAF Owls | 18 – 0 | Black Panthers de Thonon |  |

| Yverdon-les-Bains 11 settembre 2011, ore 14:00 CEST | Geneva Seahawks | 56 – 0 | Morges Bandits |  |

#### 4ª giornata
| Vessy 18 settembre 2011, ore 11:00 CEST | Yverdon Ducs | 32 – 7 | Morges Bandits |  |

| Vessy 18 settembre 2011, ore 14:00 CEST | Geneva Seahawks | 44 – 20 | Lausanne LUCAF Owls |  |

#### 5ª giornata
| Aigle 25 settembre 2011, ore 11:00 CEST | Morges Bandits | 14 – 36 | Monthey Rhinos |  |

| Gland 25 settembre 2011, ore 11:00 CEST | La Côte Centurions | 14 – 0 | Geneva Whoppers |  |

| Aigle 25 settembre 2011, ore 14:00 CEST | Riviera Saints | 16 – 14 | Lausanne LUCAF Owls |  |

| Gland 25 settembre 2011, ore 14:00 CEST | Yverdon Ducs | 2 – 10 | Black Panthers de Thonon |  |

#### 6ª giornata
| Yverdon-les-Bains 2 ottobre 2011, ore 11:00 CEST | Morges Bandits | 10 – 27 | Black Panthers de Thonon |  |

| Monthey 2 ottobre 2011, ore 11:00 CEST | Monthey Rhinos | 0 – 32 | Geneva Seahawks |  |

| Yverdon-les-Bains 2 ottobre 2011, ore 14:00 CEST | Yverdon Ducs | 12 – 42 | Lausanne LUCAF Owls |  |

| Monthey 2 ottobre 2011, ore 14:00 CEST | Geneva Whoppers | 0 – 20 | Riviera Saints |  |

#### 7ª giornata
| Plan-les-Ouates 9 ottobre 2011, ore 11:00 CEST | La Côte Centurions | 13 – 0 | Black Panthers de Thonon |  |

| Aigle 9 ottobre 2011, ore 11:00 CEST | Riviera Saints | 28 – 0 | Monthey Rhinos |  |

| Plan-les-Ouates 9 ottobre 2011, ore 14:00 CEST | Geneva Whoppers | 48 – 0 | Morges Bandits |  |

| Aigle 9 ottobre 2011, ore 14:00 CEST | Yverdon Ducs | 0 – 1 (d.g.s.) | Geneva Seahawks |  |

#### 8ª giornata
| Losanna 16 ottobre 2011, ore 11:00 CEST | Morges Bandits | 0 – 68 | Lausanne LUCAF Owls |  |

| Thonon-les-Bains 16 ottobre 2011, ore 11:00 CEST | Black Panthers de Thonon | 0 – 14 | Geneva Seahawks |  |

| Losanna 16 ottobre 2011, ore 14:00 CEST | Monthey Rhinos | 0 – 12 | Geneva Whoppers |  |

| Thonon-les-Bains 16 ottobre 2011, ore 14:00 CEST | La Côte Centurions | 1 – 0 (d.g.s.) | Yverdon Ducs |  |

#### Recupero
| Vernay 23 ottobre 2011, ore 14:00 CEST | Monthey Rhinos | 6 – 12 | La Côte Centurions |  |

#### 9ª giornata
| Vessy 30 ottobre 2011, ore 11:00 CEST | La Côte Centurions | 32 – 0 | Morges Bandits |  |

| Losanna 30 ottobre 2011, ore 11:00 CEST | Lausanne LUCAF Owls | 19 – 0 | Monthey Rhinos |  |

| Vessy 30 ottobre 2011, ore 14:00 CEST | Riviera Saints | 10 – 10 | Geneva Seahawks |  |

| Losanna 30 ottobre 2011, ore 14:00 CEST | Geneva Whoppers | 20 – 19 | Black Panthers de Thonon |  |

#### Incontri non recuperati
| [ 2 ] | Riviera Saints | n.d. – n.d. | Black Panthers de Thonon |  |

### Classifica
La classifica della regular season è la seguente:
- PCT = percentuale di vittorie, G = partite giocate, V = partite vinte, N = partite pareggiate, P = partite perse, PF = punti fatti, PS = punti subiti
- La qualificazione ai playoff è indicata in verde

| Pos. | Squadra                  | Punti | PCT  | G | V | N | P | PF  | PS  |
| ---- | ------------------------ | ----- | ---- | - | - | - | - | --- | --- |
| 1    | Geneva Seahawks          | 23    | .938 | 8 | 7 | 1 | 0 | 213 | 32  |
| 2    | Riviera Saints           | 19    | .929 | 7 | 6 | 1 | 0 | 135 | 53  |
| 3    | Lausanne LUCAF Owls      | 18    | .750 | 8 | 6 | 0 | 2 | 207 | 78  |
| 4    | La Côte Centurions       | 15    | .625 | 8 | 5 | 0 | 3 | 77  | 45  |
| 5    | Yverdon Ducs             | 9     | .375 | 8 | 3 | 0 | 5 | 74  | 81  |
| 6    | Geneva Whoppers          | 9     | .375 | 8 | 3 | 0 | 5 | 93  | 116 |
| 7    | Black Panthers de Thonon | 6     | .286 | 7 | 2 | 0 | 5 | 56  | 99  |
| 8    | Monthey Rhinos           | 6     | .250 | 8 | 2 | 0 | 6 | 64  | 123 |
| 9    | Morges Bandits           | 0     | .000 | 8 | 0 | 0 | 8 | 45  | 337 |

## Playoff

### Tabellone
|  | Semifinali          | Semifinali          | Semifinali          |                     |                 | VII NSFL Bowl        | VII NSFL Bowl        | VII NSFL Bowl        |  |
|  |                     |                     |                     |                     |                 |                      |                      |                      |  |
|  | Geneva Seahawks     | Geneva Seahawks     | 6                   |                     |                 |                      |                      |                      |  |
|  | Geneva Seahawks     | Geneva Seahawks     | 6                   |                     |                 |                      |                      |                      |  |
|  | La Côte Centurions  | La Côte Centurions  | 0                   |                     |                 |                      |                      |                      |  |
|  | La Côte Centurions  | La Côte Centurions  | 0                   |                     | Geneva Seahawks | Geneva Seahawks      | 12                   |                      |  |
|  |                     |                     |                     |                     | Geneva Seahawks | Geneva Seahawks      | 12                   |                      |  |
|  |                     |                     | Lausanne LUCAF Owls | Lausanne LUCAF Owls | 8               |                      |                      |                      |  |
|  | Lausanne LUCAF Owls | Lausanne LUCAF Owls | Lausanne LUCAF Owls | Lausanne LUCAF Owls | 8               | 22                   |                      |                      |  |
|  | Lausanne LUCAF Owls | Lausanne LUCAF Owls |                     |                     |                 | 22                   |                      |                      |  |
|  | Riviera Saints      | Riviera Saints      | 14                  |                     |                 | Finale 3º - 4º posto | Finale 3º - 4º posto | Finale 3º - 4º posto |  |
|  | Riviera Saints      | Riviera Saints      | 14                  |                     |                 |                      |                      |                      |  |
|  |                     |                     |                     |                     |                 |                      |                      |                      |  |
|  |                     |                     |                     |                     |                 | La Côte Centurions   | La Côte Centurions   | 6                    |  |
|  |                     |                     |                     |                     |                 | La Côte Centurions   | La Côte Centurions   | 6                    |  |
|  |                     |                     |                     |                     |                 | Riviera Saints       | Riviera Saints       | 13                   |  |

### Semifinali
| Monthey 6 novembre 2011, ore 11:00 | La Côte Centurions | 0 – 6 | Geneva Seahawks |  |

| Monthey 6 novembre 2011, ore 14:00 | Lausanne LUCAF Owls | 22 – 14 | Riviera Saints |  |

### Finale 3º - 4º posto
| Losanna 13 novembre 2011, ore 10:30 | Riviera Saints | 13 – 6 | La Côte Centurions |  |

### VII NSFL Bowl
| Losanna 13 novembre 2011, ore 14:00 | Lausanne LUCAF Owls | 8 – 12 | Geneva Seahawks |  |

## Verdetti
- Geneva Seahawks Campioni NSFL Tackle Élite 2011